# Lockheed SR-71

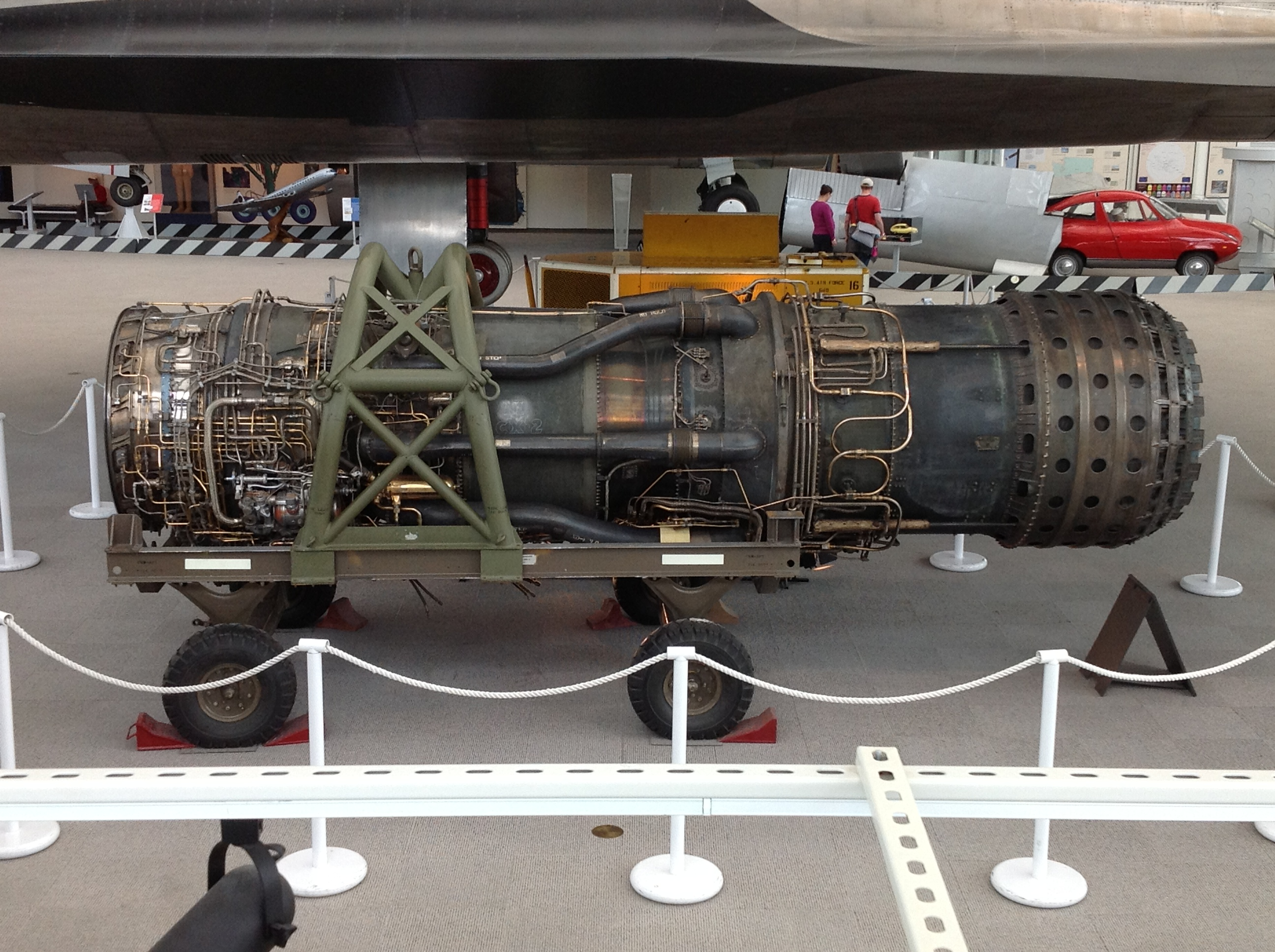
J58 vliegtuigmotor, Museum of Flight, Seattle

De Lockheed SR-71 is een onbewapend militair verkenningsvliegtuig. Als bijnamen had dit zeer kenmerkende toestel Blackbird, The Thing en Habu.

## Geschiedenis
De SR-71 was een doorontwikkeling van het Lockheed A-12 eenpersoons verkenningstoestel dat in 1962 voor het eerst vloog.
Tegelijkertijd werd de Lockheed YF-12 (eerste vlucht 1963) gebouwd als een identiek vliegtuig zonder de verkenningsmogelijkheden, maar met een uitstekende radar en met raketbewapening. De YF-12 was bedoeld om hoogvliegende, supersonische Sovjet-bommenwerpers te onderscheppen (het hiervoor ontwikkelde radar- en raketsysteem is later in de F-14 Tomcat gebruikt).
Toen duidelijk was dat het Oostblok eventuele aanvallen alleen zou uitvoeren met intercontinentale ballistische raketten (ICBM) verdween echter de noodzaak van een snelle onderschepper.
Uit het eerdere A-12 programma kwam uiteindelijk de SR-71 in 1964 als operationeel model naar voren. De A-12 en de YF-12 verschillen uiterlijk vooral van de SR-71 door een gewijzigde neus en gondels onder de vleugels. De toestellen werden in het geheim ontwikkeld en gebouwd door de succesvolle ontwerper Kelly Johnson bij Lockheed Skunk Works en getest op Groom Lake, een vliegbasis die ook bekendstaat onder de naam Area 51.
De geproduceerde toestellen droegen de registraties (bureau number) 61-7950 tot en met 7981; hiervan zijn de 7950, 7952, 7953,7954, 7957, 7965, 7966, 7969, 7970, 7974, 7977 en 7978 bij luchtvaartongevallen verloren gegaan.
Het toestel was operationeel in de periode 1964-1999 en is inmiddels uitgefaseerd.

## Varianten
- A-12: eenpersoons verkenningsvliegtuig, 11 gebouwd.
- TA-12: tweepersoons trainingsvliegtuig, 1 gebouwd.
- M-12: tweepersoons lanceervliegtuig voor de D-21 drone, 1 gebouwd.
- YF-12A: tweepersoons onderscheppingsjager, 3 gebouwd.
- YF-12C: een door de USAF aan NASA overgedragen YF-12A.
- SR-71A: tweepersoons verkenningsvliegtuig, 29 gebouwd.
- SR-71B: tweepersoons trainingsvliegtuig, 2 gebouwd.
- SR-71C: tweepersoons trainingsvliegtuig, 1 gebouwd (uit onderdelen van een YF-12A).

## Records
De SR-71 is tot op heden houder van een aantal records. Het toestel is het hoogst en snelst vliegende bemande toestel dat operationeel is geweest. Het hoogterecord staat op 25.929 m. Andere vliegtuigen hebben deze hoogte ook bereikt, maar alleen terwijl ze recht omhoog klommen en niet in een horizontale vlucht. Op 6 maart 1990 maakte de SR-71 zijn laatste vlucht, waarbij het vliegtuig een topsnelheid bereikte van 3607,38 km/u. De gemiddelde snelheid van deze vlucht kwam neer op 3418 km/u. Ondanks de grote hoogte en hoge snelheden waarmee het vliegtuig vloog, was het toch in staat een foto van een kentekenplaat van een auto te nemen.
Daarnaast bezit de SR-71 het snelheidsrecord van de afstand tussen New York en Londen. Deze afstand werd afgelegd in een tijd van 1 uur, 54 minuten en 56,4 seconden. Hierbij heeft het vliegtuig niet op maximale snelheid gevlogen, maar ter vergelijking: een Concorde deed over deze afstand ongeveer 3 uur en 23 minuten en een Boeing 747 gemiddeld 6 uur en 15 minuten.

## Trivia
- Het toestel had oorspronkelijk de typeaanduiding RS-71 (R)econnaissance (S)trike. Generaal Curtis LeMay prefereerde echter SR (S)trategic (R)econnaissance en wijzigde dit in de speech van president Johnson. Hierdoor ontstond de mythe dat hij het verkeerd zou hebben voorgelezen.
- De voorrand van de voorruit bereikte bij topsnelheid een temperatuur van 340 graden Celsius.
- De voorste vleugelrand bereikte op topsnelheid een temperatuur van 427 graden Celsius.
- 93% van het toestel bestond uit titanium, en de banden waren met aluminiumpoeder geïmpregneerd om beschadiging door hitte tegen te gaan.
- De hoofdleverancier voor het titanium waarvan de Blackbird gebouwd is, was de USSR, de toenmalige vijand van het westen en de VS in de Koude Oorlog. Uiteraard werd het titanium verkocht zonder dat men dit wist.
- De Blackbird was in werkelijkheid diep donkerblauw, vrijwel niet te onderscheiden van zwart.
- De speciale radar-absorberende verf bevatte miljarden microscopisch kleine ijzeren balletjes.
- De Blackbird had twee J58 motoren. De motor had een stuwkracht van 15.300 kg op zeeniveau en woog 2.925 kilogram. De motor had, in koude toestand, een diameter van 1,27 meter en is 4,57 meter lang. Op de hoge bedrijfstemperatuur werd de motor zo’n 15 centimeter langer en de diameter nam met zo’n 6 centimeter toe. Op hoge snelheid verbrandden de twee motoren zo'n 8,4 liter brandstof en 6.000 m3 lucht per seconde. De motor was geschikt om continu de naverbrander te gebruiken. De motor tentoongesteld in het Museum of Flight werd gemaakt in februari 1964 en werd geïnstalleerd in een A-12, de eerste versie van de Blackbirds.
- Het vliegtuig had zijn eigen brandstof (JP-7), die onder normale omstandigheden op de grond en bij 'lage' temperaturen minder brandbaar was.
- De vleugel- en romptanks konden meer dan 45.000 liter kerosine bevatten, maar lekten bij lage snelheid. Pas op hoge snelheid en bij 260 graden Celsius trokken de speciaal gegolfde huidplaten van het toestel vlak en dichtten ze op die manier alles af.[2] De Blackbird startte ook altijd met minimale brandstofvoorraad en werd daarna in de vlucht een of meerdere keren bijgetankt door een KC-135Q-tanker.
- De SR-71 vloog geregeld over Vietnam waar de Noord-Vietnamese strijdkrachten het toestel niet konden neerschieten. Hun raketten konden alleen worden gericht op het toestel zelf; als de raket die plaats bereikte was de SR-71 al kilometers verder.
- De bemanning droeg speciale op maat gemaakte drukpakken. Als de cabinedruk zou wegvallen, liep de bemanning gevaar caissonziekte op te lopen als ze deze pakken niet zouden dragen.
- Na de landing stond het vliegtuig normaal gesproken een half uur af te koelen voor het koud genoeg was om door het grondpersoneel te worden afgehandeld.
- De SR-71 maakte in 1989 een vlucht dwars over het gehele Noord-Amerikaanse continent in 1 uur en 5 minuten.
- De bijnaam Habu komt van de Habu-adder, die op Okinawa voorkomt, en waar dit vliegtuig eveneens een basis had, naast Beale AFB in de VS en RAF Mildenhall in Engeland.
- Op de romp van de Blackbird stonden aanwijzingen voor het grondpersoneel die vermeldden hoe de piloten het vliegtuig moeten verlaten zonder zich te verbranden, aangezien het vliegtuig gloeiend heet was.

## Galerij

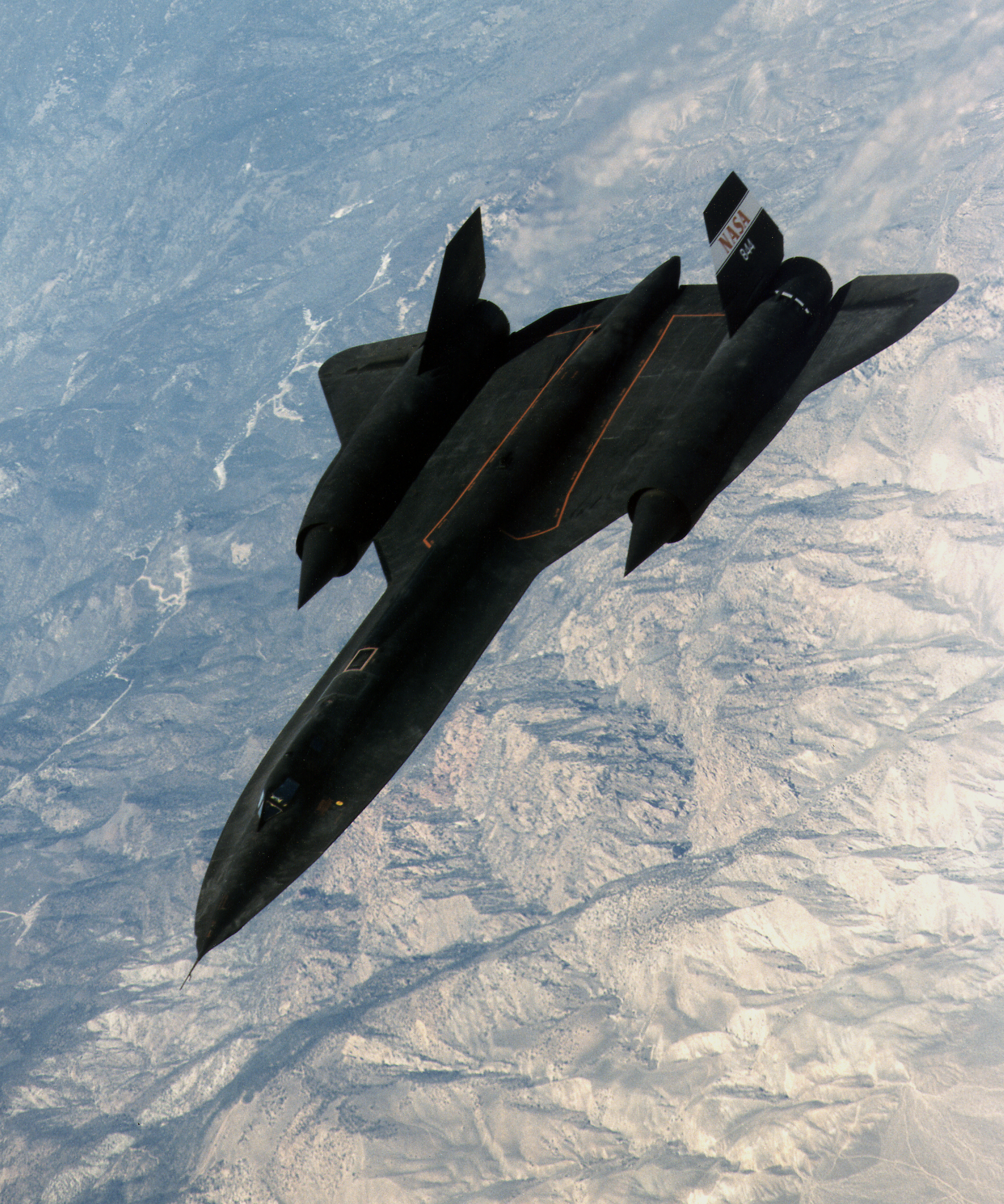
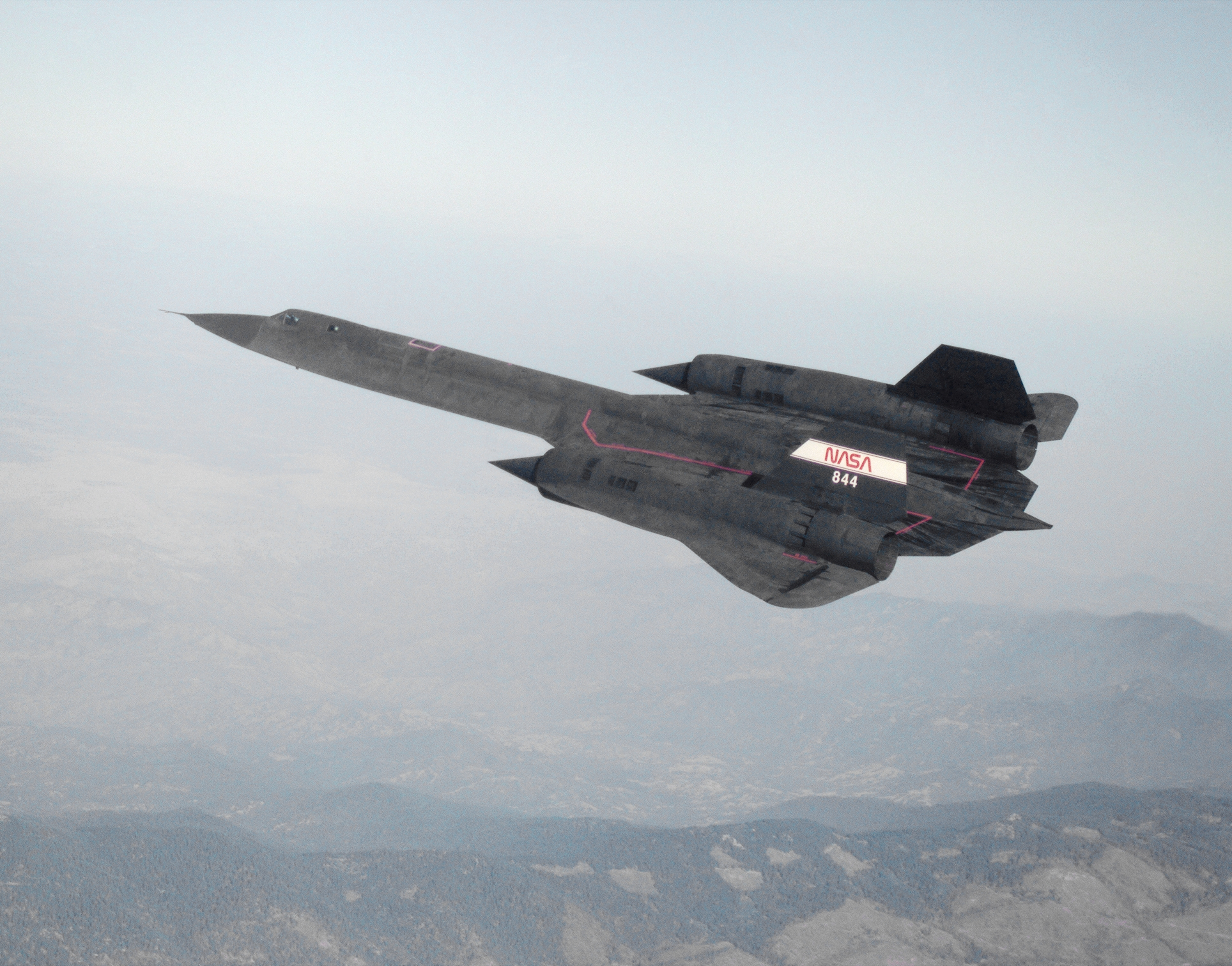
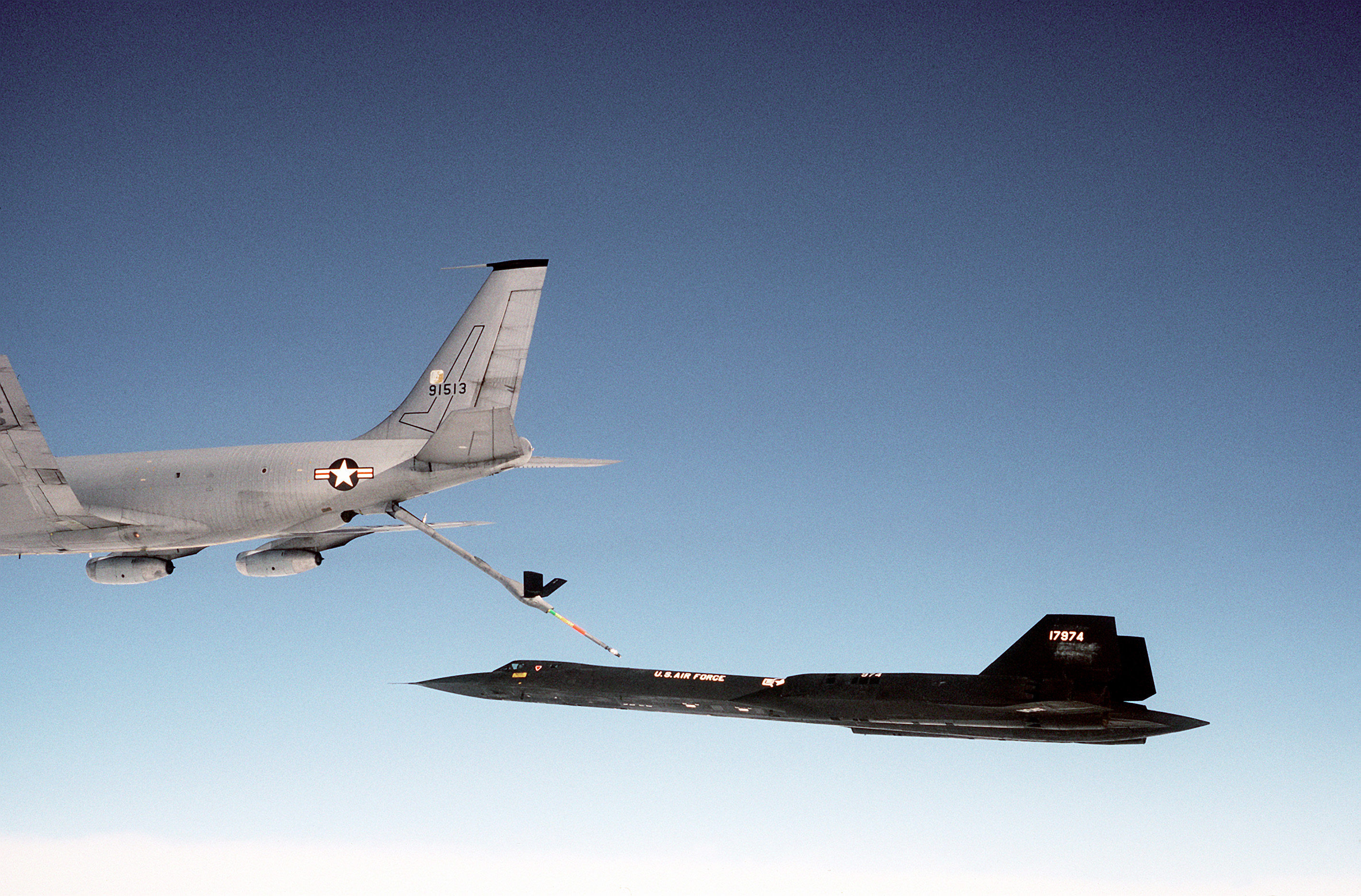
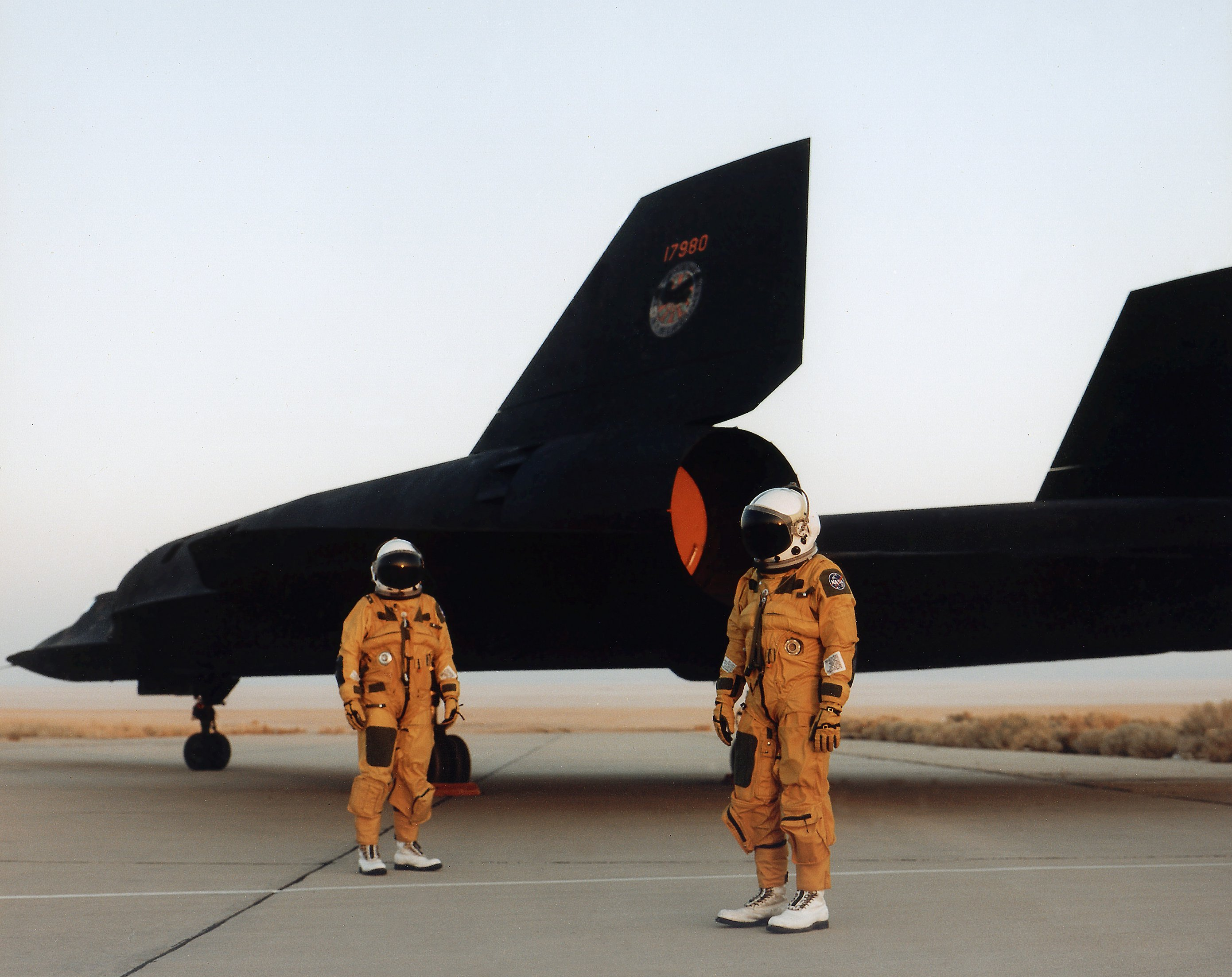
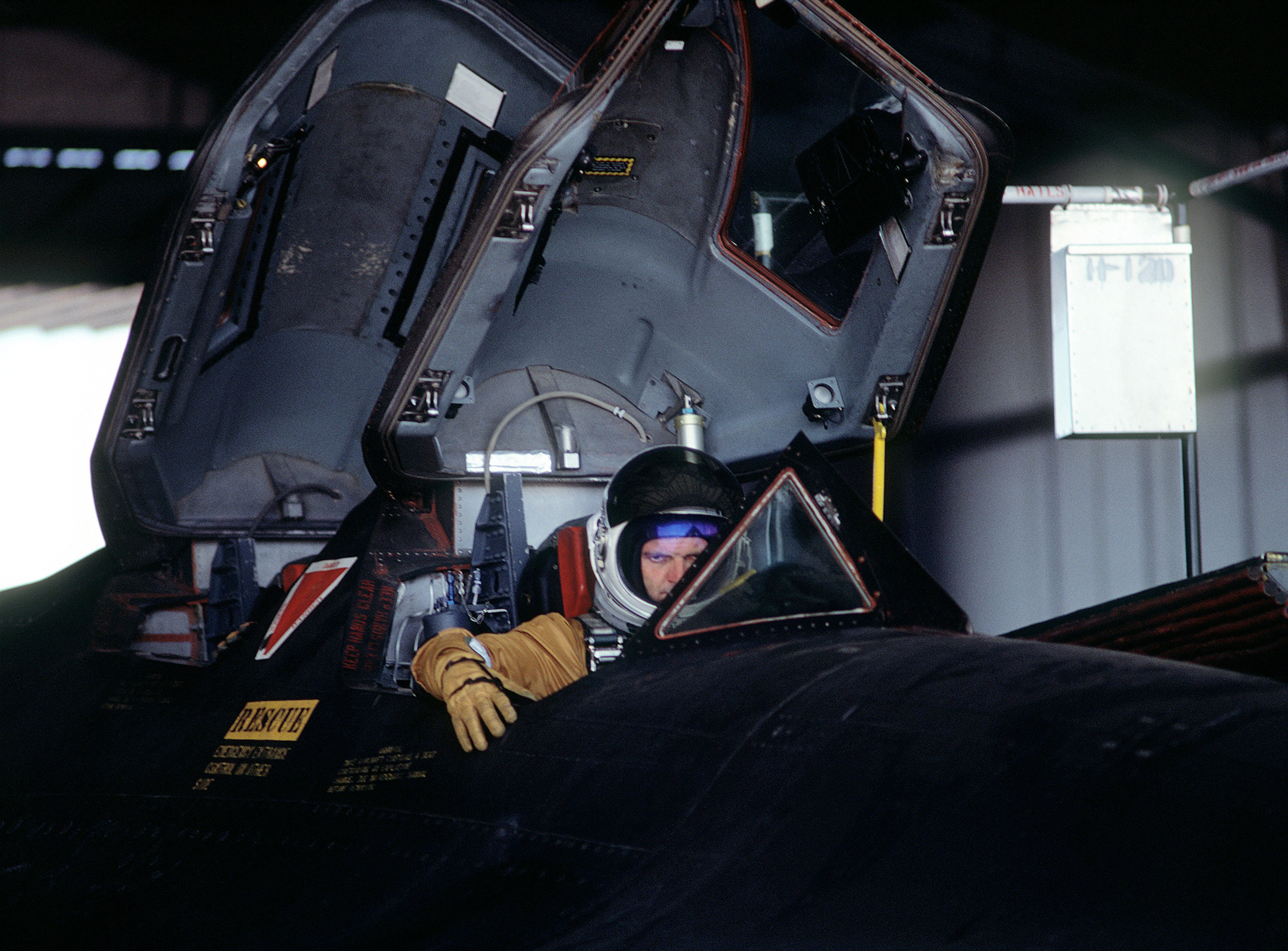
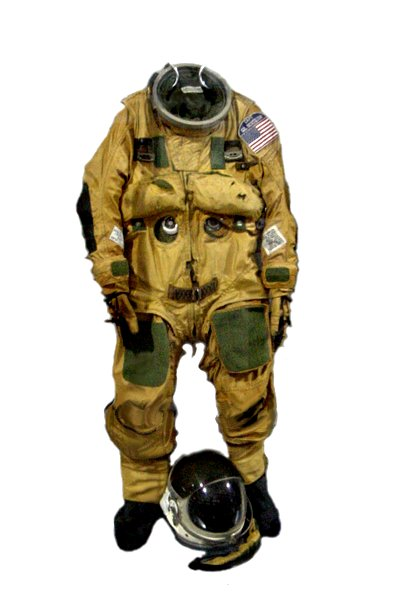
Het drukpak voor de piloot van de SR-71